# La Vierge de l'Annonciation
La Vierge de l'Annonciation (en italien : Annunciata di Palermo, Annonciation de Palerme), est un tableau d'Antonello de Messine de la Première Renaissance. Il s'agit d'un des chefs-d'œuvre du peintre réalisé entre 1474 et 1476, et dans lequel il applique le plus haut degré de son art. Le tableau de petit format (45 × 34,5 cm) constitue l'un des trésors de la Galleria Regionale della Sicilia à Palerme, et l'un des plus célèbres, si ce n'est la plus célèbre des peintures de Sicile. 
Avec une grande économie de moyens, uniquement par la gestuelle et l'expression faciale de Marie, Antonello parvient à représenter l'ensemble du déroulement de l'Annonciation. Le tableau omet l'élément essentiel qui permet d'identifier au premier coup d’œil une Annonciation : l'archange Gabriel — et l'hypothèse d'un diptyque démembré, qui aurait représenté l'ange sur un autre panneau, est à écarter formellement, dans la mesure où aucune trace d'attaches ni de fixations n'est décelable sur le panneau de Palerme.

## Description
Le portrait est représenté de trois quarts, ce qui est typique des portraits individuels d'Antonello. La cape bleue avec la structure en deux triangles a été également utilisée par Antonello un an plus tôt, en 1474, pour la représentation de La Vierge de l'Annonciation de l'Alte Pinakothek de Munich.
Marie regarde en dehors du cadre, devant celui-ci : elle ne fixe cependant pas le spectateur, mais l'archange Gabriel lui-même. Par cette représentation, Antonello pouvait renoncer à la représentation nécessaire de l'archange, en s'appuyant sur la référence biblique sous-jacente. Un spectateur frontal du tableau est en effet dans l'obligation, pour interpréter correctement ce que lui montre le tableau, d'imaginer celui-ci, soit se tenant debout, soit à genoux à gauche à côté de lui.
La représentation également très simple de la Vierge s'oppose à celles habituelles la présentant dans un luxueux drapé de brocart, ou sur fond d'or : Antonello la représente au moment de l'Annonciation comme une simple femme juive surprise par l'Annonciation. La simplicité de la conception du vêtement, avec peu de drapé, constitue une anticipation historique de l'art de la haute Renaissance.
Tout aussi frappante est la palette et la simplicité de l'arrière-plan, qui attire ainsi la concentration du spectateur sur les émotions de Marie.

## Place dans l'œuvre d'Antonello et dans l'histoire de l'art
Marco Boschini admire dans la demeure du baron Attavio à Venise un panneau qu'il décrit dans ces vers : « Je dirai qu'il y a d'Antonello de Messine / Une Vierge avec un livre devant elle, / Et que dans toutes les études de ce monde,/ Il n'y pas une chose aussi belle. » Il est cependant impossible de savoir si cette description renvoie au panneau de Munich ou à celui de Palerme.

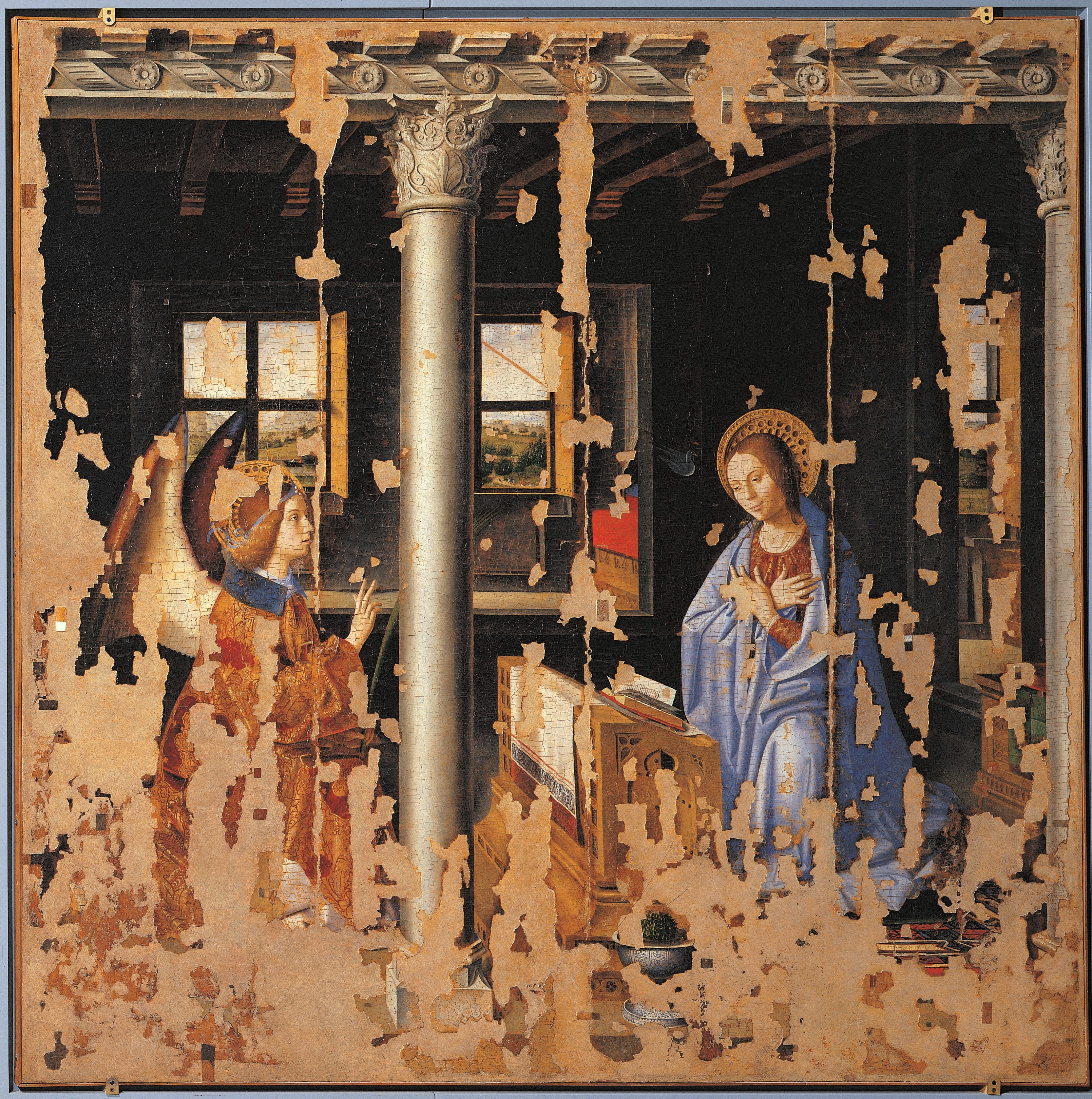
L'Annonciation, 1474, huile sur noyer transférée sur toile, 180 × 180 cm, Syracuse, Musée du Palais Bellomo
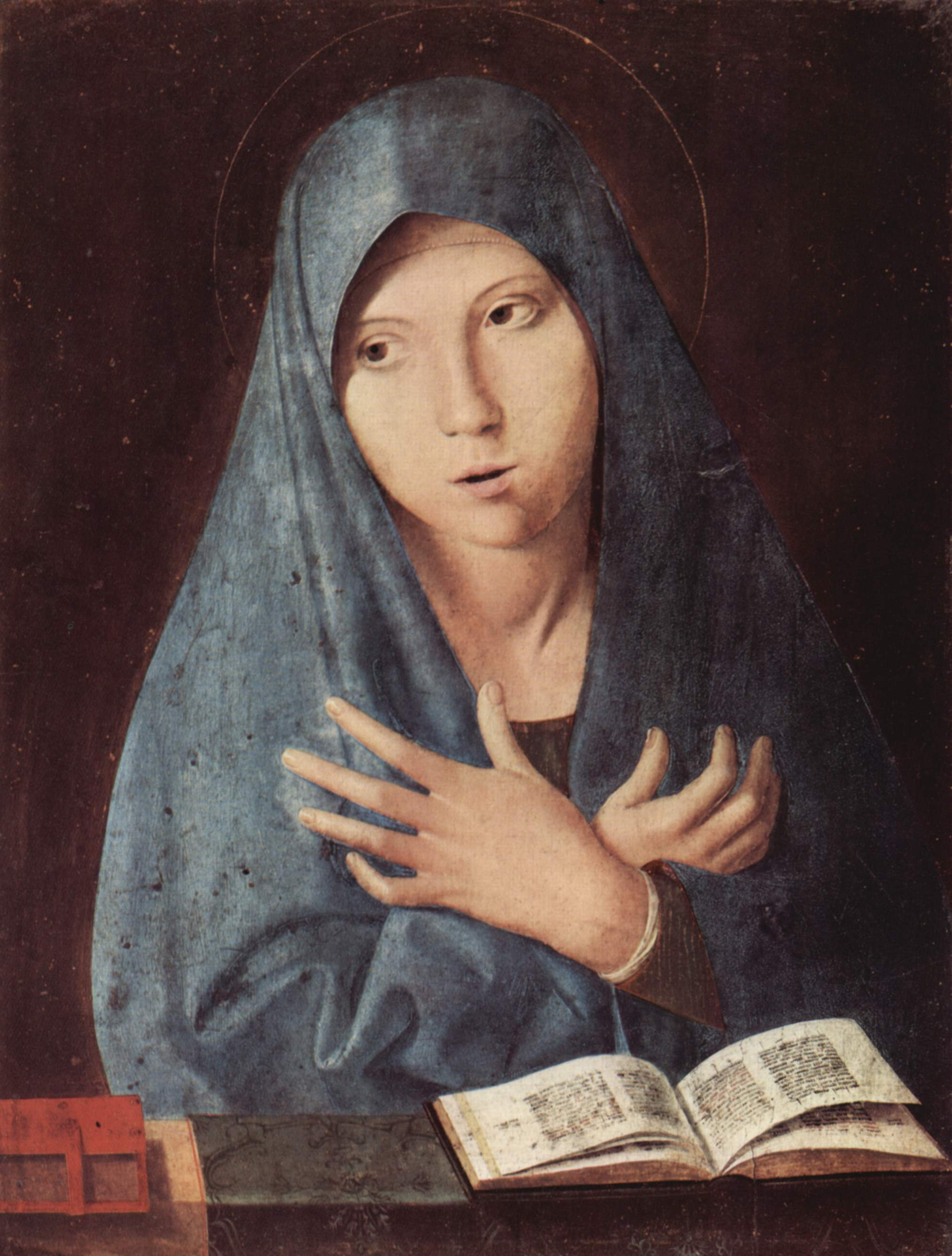
La Vierge de l'Annonciation, vers 1476-1477, huile sur panneau de tilleul, 42,5 × 32,8 cm, Munich, Alte Pinakothek
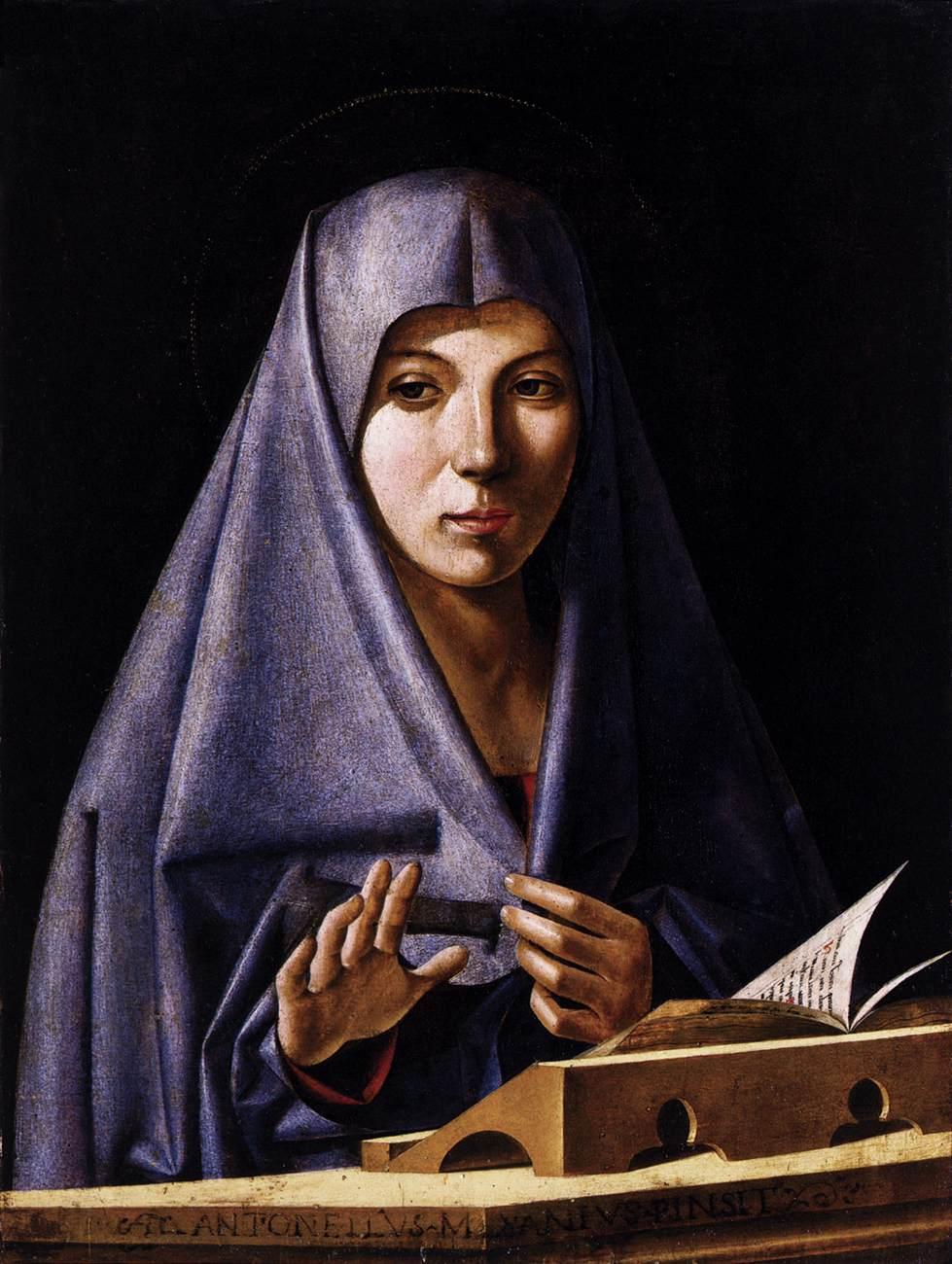
copie d'Antonio da Saliba

Le tableau a été légué au Museo Nazionale (devenu par la suite palais Abatellis) en 1906 par le cavaliere Di Giovanni, qui l'avait acheté à la famille Colluzio à Palerme comme une œuvre de Albrecht Dürer.
Il fait partie du musée imaginaire de l'historien français Paul Veyne, qui le décrit dans son ouvrage intitulé Mon musée imaginaire.
Dans Peindre à Palerme, d'Yves Chaudouët, le tableau est le but d'un long voyage à pied entrepris par le héros du roman.

### Traduction
- (de) Cet article est partiellement ou en totalité issu de l’article de Wikipédia en allemand intitulé « Maria der Verkündigung (Antonello da Messina) » (voir la liste des auteurs).